# 米季科夫卡农村居民点
米季科夫卡农村居民点（俄语：Митьковское сельское поселение）是俄罗斯联邦布良斯克州克利莫沃区所属的一个农村居民点。其下辖有4个居民点，行政中心为米季科夫卡。据2015年统计，该农村居民点的人口为957人。